# Караїмський алфавіт
Традиційна писемність караїмів на єврейському алфавіті використовувалася аж до XX століття. У багатьох караїмських сім'ях досі зберігаються написані єврейською писемністю рукописні збірки текстів різноманітного змісту, іменовані меджума. Протягом XX століття караїмські громади використовували також різні модифікації латинського алфавіту (яналіф, литовський та польський алфавіти) і кирилицю.
Латинізований алфавіт караїмів Криму (1920-1930-ті) 
| A a | B ʙ | C c | Ç ç | D d | E e | F f | G g |
| H h | I i | J j | Q q | Ƣ ƣ | L l | M m | N n |
| Ꞑ ꞑ | O o | Ɵ ɵ | P p | S s | Ş ş | ь ь | K k |
| U u | V v | Y y | R r | T t | X x | Z z | Ƶ ƶ |

## Сучасна писемність
На сьогоднішній момент литовські караїми використовують литовський варіант латинського алфавіту, а караїми Криму користуються кирилицею.
Кириличний алфавіт караїмів Криму
| А а | Б б   | В в | Г г | Гъ гъ | Д д   | Дж дж | Е е |
| Ж ж | З з   | И и | Й й | К к   | Къ къ | Л л   | М м |
| Н н | Нъ нъ | О о | Ӧ ӧ | П п   | Р р   | С с   | Т т |
| У у | Ӱ ӱ   | Ф ф | Х х | Хъ хъ | Ц ц   | Ч ч   | Ш ш |
| Щ щ | Ъ ъ   | Ы ы | Ь ь | Э э   | Ю ю   | Я я   |     |

- Літери Е, Ю і Я використовуються лише після Л як показник м'якості.
- Літери Ж і Ц використовуються лише в українських запозиченнях.